# Mineo
mineo（マイネオ）は、関西電力グループの電力系通信事業者であるオプテージ（旧 ケイ・オプティコム）が、仮想移動体通信事業者（MVNO）として提供している携帯電話・データ通信サービスである。オプテージとしては2度目の携帯電話事業参入であり、かつてアステル関西の事業を引き継いでPHS事業を、そしてPHSを使用した最大64kbpsの定額インターネット接続サービスeo64エアのサービスを提供していたことがある。

## 概要
移動体通信事業者（MNO）の、au（KDDI・沖縄セルラー電話のCDMA 1X WIN・au 4G LTE・au 5G）、NTTドコモ（FOMA・Xi・docomo 5G）、ソフトバンク（SoftBank 3G・SoftBank 4G LTE・SoftBank 5G）が提供する移動通信サービスを利用するMVNOである。
2014年6月にauのau 4G LTE網を利用したMVNOとして携帯電話サービスを開始し、2015年9月にNTTドコモのXi、2018年9月にソフトバンクのSoftBank 4G LTEに対応。これにより、個人向けサービスとして日本初のマルチキャリアMVNOとなった。
ブランドステートメント「Fun with Fans!」と、5つのモットー（「まっすぐなmineo」「イケてるmineo」「ネットぢからのmineo」「おもしろいmineo」「うれしい！たのしい！大好き！mineo」）を、行動指針「mineo way」（「シンプルに、正直に。みんなに誠実であろう。」・「共有して、共感して、仲間と一緒に創っていこう。」・「前例のない未来へ、自ら挑戦しよう。」）掲げている。この方針に沿ってシンプルで分かりやすい料金体系が用意されていたり、コミュニティサイト「マイネ王」の運営、ユーザとの意見交換会「オフ会」の定期開催、独自のコンテンツなどの制作などが行われている。ブランドカラーはmineo greenと命名された緑色で、ブランドサイト・広告・店舗・SIMカード台紙など、あらゆる場面で使用されている。
また「ファンとの共創」をうたっていることもあり、コミュニティサイト「マイネ王」を通じた利用者とのコミュニケーション・情報公開も積極的に行っている。例えば通信速度の実測値を毎月公開したり、過去の傾向から混雑度合いを予想する「ネットワークお天気情報」や、通信キャリアとmineoとの接続回線（POI）の増強規模・予定日なども公開している。
番号ポータビリティはSIMカードが届いてからユーザがmineoマイページ（Web）にて手続きを行うため、通信不能時間が最小限となる。申し込み時にキャリアメールの代わりとして「XXXXX@mineo.jp」形式のメールアドレスが1つ発行される。「＠」前はユーザー自身により変更手続きができる。POP3・IMAP対応、プッシュ型電子メールには非対応。
データ通信回線のバックボーンは、プロバイダ事業のeo光でも使用されているオプテージのバックボーンネットワークを使用している。

### 通信の最適化
2018年4月10日より、通信の混雑緩和を目的として混雑時間帯における通信データの圧縮・パケット再送の抑制による「通信の最適化」を、「ファンとの共創」の方針に反して利用者に一切知らせないまま、mineo利用者とMVNEとしてサービスを提供している各社に対して実施。同年4月下旬に利用者からインターネット上で「通信の最適化」がなされているのではないかといった指摘が相次いだ。5月7日にその事実を認め、「事前に説明すべきだった」と謝罪した。なお9月27日15時より「通信の最適化」についてユーザーが非適応を、利用者が選択できる仕様になった。

## 沿革
- 2014年（平成26年）6月3日 - KDDI（au）のLTE網を利用したMVNOでの携帯電話サービス「mineo（マイネオ）」を開始[3]。
- 2015年（平成27年）
  - 2月27日 - プリペイドSIMを発売開始[15]
  - 7月1日 - 法人契約 KDDI回線を利用したプランの提供開始[16]
  - 9月1日 - NTTドコモのLTE/3G網を利用した「ドコモプラン」（Dプラン）を追加。KDDI網の「auプラン」（Aプラン）と合わせて、複数のキャリアを扱うMVNOは日本で当社が初となる[4]。
  - 9月16日 - 加入件数が10万件を突破[17]
  - 11月19日 - 「au VoLTE対応SIM」を発売開始[18]。
  - 12月16日 - 法人契約 NTTドコモ回線を利用したプランの提供開始[19]
  - 12月17日 - 「フリータンク」の提供開始[20]
- 2016年（平成28年）
  - 1月21日 - 「10GB」コースの提供開始[21]
  - 9月29日 - フリータンクがグッドデザイン賞を受賞[22][23][24]。
- 2017年（平成29年）6月1日 - 「5GB」コースが「6GB」に増量し「20GB」「30GB」コース追加、mineoショップでの初期設定サポート提供開始[25]。
- 2018年（平成30年）
  - 4月10日 - ユーザーに知らせないまま全ユーザーの通信に対し一律に「通信の最適化」の実施を開始し、後に複数の利用者から指摘された[14]。
  - 5月7日 - 「通信の最適化」を行っていたことを認め、謝罪[14]。後に利用者が最適化をの有無を選択をできる仕様にした。
  - 9月4日 - ソフトバンクのSoftBank 4G LTE網を利用した「ソフトバンクプラン」（Sプラン）を追加。これにより、個人向けサービスとして日本初のマルチキャリアMVNOとなった[5]。

## プラン

### 個人向け
現行プランは、回線種別（au回線のAプラン・NTTドコモ回線のDプラン・ソフトバンク回線のSプラン）と、シングルタイプ（データ通信のみ）・デュアルタイプ（音声通話・データ通信両対応）に、データ容量別の「マイピタ」か回線速度別の「マイそく」がある。「マイそくスーパーライト」は回線速度が32kbpsの超低速ながら月額料金250円の低価格で提供している。

#### オプションサービス
- 留守番電話 - Sプランのみ
- SMS
- 複数回線割引・家族割引
- 通話定額30・通話定額60 - 音声通話定額制
- mineoでんわ・mineoでんわ 10分かけ放題 - 中継電話・音声通話定額制
- パケット放題 Plus - 最大1.5Mbpsのパケット定額制
- パケットチャージ - データ容量の追加
- 5G通信オプション - 5G通信サービス　ただし3G通信は利用できなくなる
- LaLa Call - IP電話
- 24時間データ使い放題 - マイそく専用オプション　24時間回線速度の制限を解除
- 持込み端末安心保証サービス・持込み端末安心保証 for iPhone - ヤマト運輸（旧ヤマトマルチメンテナンスソリューションズ・ヤマトロジスティクス）の「クロネコケータイ安心保証サービス」と同一

など

#### mineoプチ体験
お試し200MBコースと呼ばれるmineoプチ体験プランもある。

### プリペイド
2015年2月27日にプリペイドのSIMを販売した。

#### mineoプリペイドパック
mineoプリペイドパックは、購入後、電話一本で簡単に開通手続ができる、データ通信専用のSIMカードである。200（税抜）円で200MBを最大2カ月（開通日の翌月末まで）利用できる。
同じSIMカードを利用して月額サービスへ変更可能
- プリペイドパックで残ったデータ容量は引き継がれる
- Aプランはシングルタイプ（SMS有無は選択可能）が提供される
- Dプランはシングルタイプ（SMSなし）が提供される
- デュアルタイプやDプランのシングルタイプ（SMSあり）を希望する場合は月額サービスへ変更後に別途タイプ変更が必要（変更事務手数料2,000円）

#### mineo海外用プリペイドSIM
mineo海外用プリペイドSIMは、海外で利用できるデータ通信専用SIMカードである。2015年7月1日より販売開始。

### 法人向け
mineo for ビジネスは、法人契約のプランである。2015年7月1日よりKDDI回線、2015年12月16日よりNTTドコモ回線を利用したプランの提供を開始。
企業管理ID1つにつき2回線以上契約で、各回線の月額基本料金から50円（税抜）割り引き。
企業管理IDでアクセスするWebページで社員の利用状況を確認し、容量の変更やパケットチャージも対応できる。

## マイネ王
マイネ王は、mineoユーザーやmineoスタッフと交流できるコミュニティサイトである。
会員登録は無料。mineoを契約しているユーザーに加え、mineo契約していなくても会員登録が可能である。しかし、mineoを契約していない場合は、フリータンクやチップなどの機能は利用できない。
登録メンバー数は約711,950人であり増加傾向である（2022年1月4日現在）。
- スタッフブログ：マイネ王の運営スタッフが mineo からの技術的なサポート情報、mineoにまつわるおもしろコンテンツなどを発信している。利用者向けに技術情報を公開する、コメント欄での技術的な質問に対して運営側が積極的に回答するなどの特徴がある。
- Q&A：メンバー同士で質問・相談したり、その質問に回答したりできる。
- 掲示板：メンバーがスマホやMVNO(仮想移動体通信事業者)にまつわる話題や記事を投稿できる機能である。
- 公開データ：mineoやマイネ王、フリータンク、ネットワーク状況などのデータが公開されている。
- アイデアファーム：mineoをもっと良いサービスにするためのアイデアを、mineoやマイネ王の運営事務局に提案できる機能である。
- レビュー：mineoを利用しているユーザーの感想や評価を見たり、投稿したりできる機能である。mineoの通信プランのレビュー、mineoオプションのレビュー、スマートフォンやタブレットなどのレビューなどがある。[29]
- フリータンク：全国のmineoユーザーでパケットを共有する機能である。フリータンクへのパケットの投入量に制限はないが、引き出しは毎月21日～月末までで1回500MBで月2回まで、合計1,000MBまで可能である。eoID連携しているユーザーのみ利用可能である[20]。また大規模な災害が発生した際には「フリータンク」のシステムを利用した「災害支援タンク」が開設され、災害救助法が適用された地域に登録住所があるユーザは、災害救助法が適用された日から2週間、合計10GBまでパケットを無料で引き出すことができる[30]。
- チップ：自分のパケットの内の10MBをマイネ王メンバーへの感謝の気持ちや賞賛の代わりとして贈る。eoID連携しているユーザーのみ利用可能である。[31]

## MVNE
仮想移動体サービス提供者（MVNE）として、携帯電話サービスを以下の電力系通信事業者に提供している。
- ピカラモバイル（2021年7月1日にFiimoからブランド変更) Aプラン・Dプラン・Sプラン - STNet（四国電力系）
  - テレビトクシマ・スマホ  Aプラン・Dプラン - ケーブルテレビ徳島（四国電力系　ピカラモバイルの別ブランド）
- QTmobile Aタイプ・Sタイプ - QTnet（九州電力系）

## 販売店
販売店のほかに、mineoショップ・mineoスポットと呼ばれる直営店や、全国にお渡し店・サポート店と呼ばれる販売店がある。